# خانه نوریان (اردستان)
خانه نوریان مربوط به دوره قاجار است و در شهرستان اردستان، بخش زواره، شهر زواره، خیابان مسجد جامع، کوچه آیت ا مدرس، پلاک ۱۵ واقع شده و این اثر در تاریخ ۱۸ آذر ۱۳۸۷ با شمارهٔ ثبت ۲۳۹۱۹ به‌عنوان یکی از آثار ملی ایران به ثبت رسیده است.